# سیارک ۵۸۵۷۲
سیارک ۵۸۵۷۲ (به انگلیسی: 58572 Romanella، نامگذاری:1997RV6)۵۸۵۷۲مین سیارک کشف شده‌است که در ۰۷ سپتامبر ۱۹۹۷ کشف شد.